# Landsverk L-62 Anti II
Luftvärnskanonvagn L-62 anti II (укр. Ландсверк Л-62 Анті II), також відома як Landsverk anti-II або L-62, шведська зенітна самохідна установка. Була розроблена спеціально для Фінляндії, в період між 1941 і 1942 роками, компанією Landsverk, як подальший розвиток зенітної самохідної установки Landsverk L-62 Anti. Всього було виготовлено 6 од. У фінській армії самохідна зенітка носила назву 40 ItK/38.

## Історія

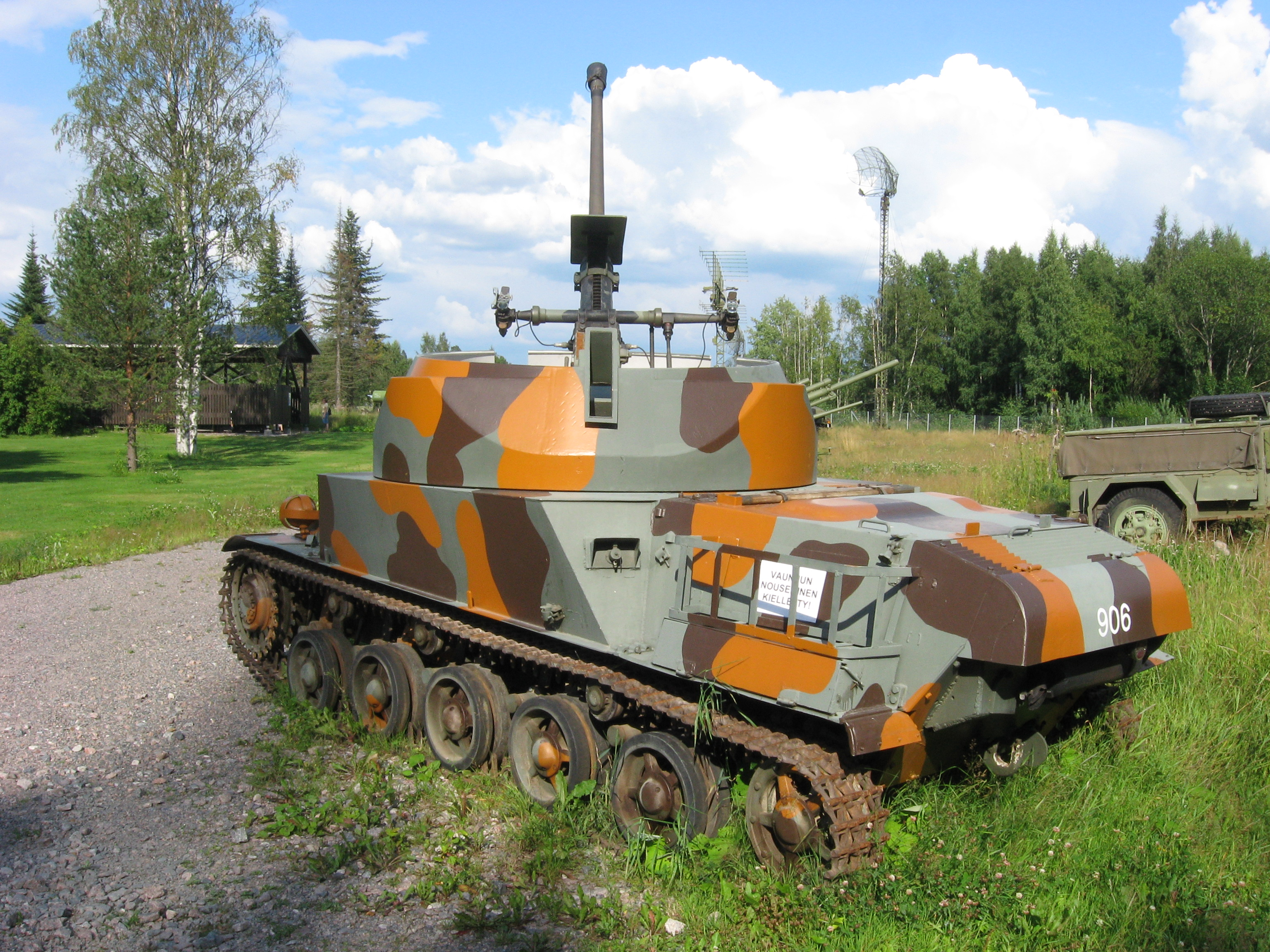
Landsverk anti-II в музеї міста Туусула, Фінляндія.

За час служби цих ЗСУ (з літа 1942 року до кінця літа 1944 року), фінські 40ItK/38 збили 11 радянських літаків.
Landsverk anti-II були виведені з експлуатації в 1966 році.